# Łabonary (gmina)
Gmina Łabonary (lit. Labanoro seniūnija) – gmina w rejonie święciańskim okręgu wileńskiego na Litwie.